# Pediatria

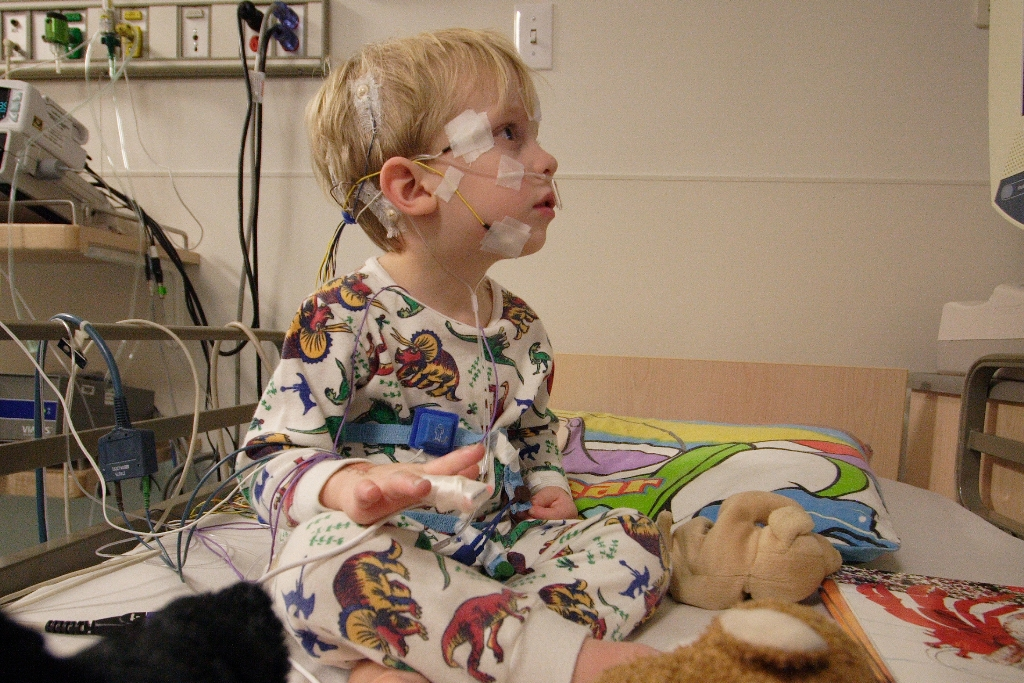
Un bambino sottoposto ad un controllo pediatrico

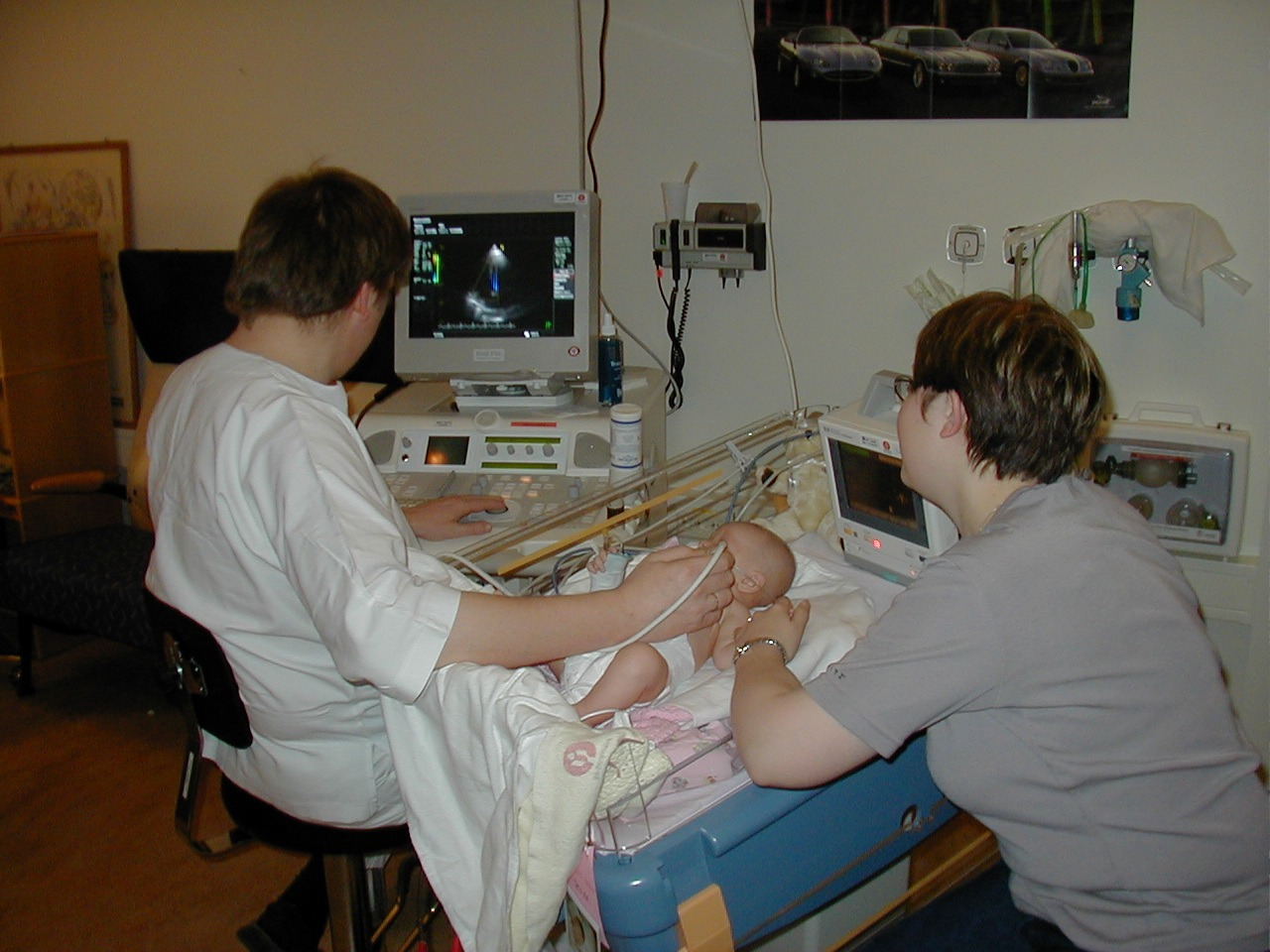
Ecografia in pediatria

La pediatria è una branca della medicina che si occupa dello sviluppo psicofisico, della diagnosi e terapia delle malattie nei bambini e preadolescenti. 
La neonatologia è una branca specializzata della pediatria che si occupa della diagnosi e terapia dei neonati. La cooperazione tra pediatria e ostetricia permette di prevenire le malformazioni del feto e di curare le malattie dalla nascita.

## Etimologia
Il termine deriva dal greco παῖς, παιδός, che significa «bambino», «fanciullo» e ἰατρεία, che significa «cura medica».

## Storia

### Antica Roma
Nell'antica Roma i bambini furono oggetto di particolare attenzione da parte dei legislatori; la prima legge riguardante l'infanzia di cui si ha notizia è attribuibile al fondatore di Roma, Romolo, il quale concede ai padri il potere di uccidere i figli nati deformi e le figlie secondogenite. Questa spregevole pratica, insieme all'esposizione, venne abolita definitivamente da Costantino.
Le notizie storiche sulle cure dedicate ai bambini romani ci informano che esse sono molte e cominciano dalla scelta della nutrice, per assicurare al poppante un nutrimento appropriato; proseguono poi con raccomandazioni riguardanti le cure e l'igiene del corpo, per terminare con i suggerimenti sulle pratiche per rinforzare la costituzione e per educare fisico e mente. Tra gli autori che più si sono distinti nello studio dei problemi dei neonati va ricordato Sorano d'Efeso, medico greco (98-128 d.C.) vissuto ad Alessandria e a Roma sotto gli imperatori Traiano e Adriano, fondatore della scuola medica detta dei Metodici. Sorano è autore del De morbis mulierum, considerato il primo trattato di ginecologia e ostetricia scientifica in cui sono presenti anche moltissime indicazioni che riguardano il bambino, come la doppia legatura del cordone ombellicale, la pulizia di orecchie e bocca con olio, le tecniche di fasciatura, la nutrizione e l'allattamento e le cure per i disturbi della prima infanzia. Sorano è considerato dagli storici il più grande ostetrico della Roma antica, fondatore dell'ostetricia e della ginecologia, nonché uno dei precursori della pediatria.

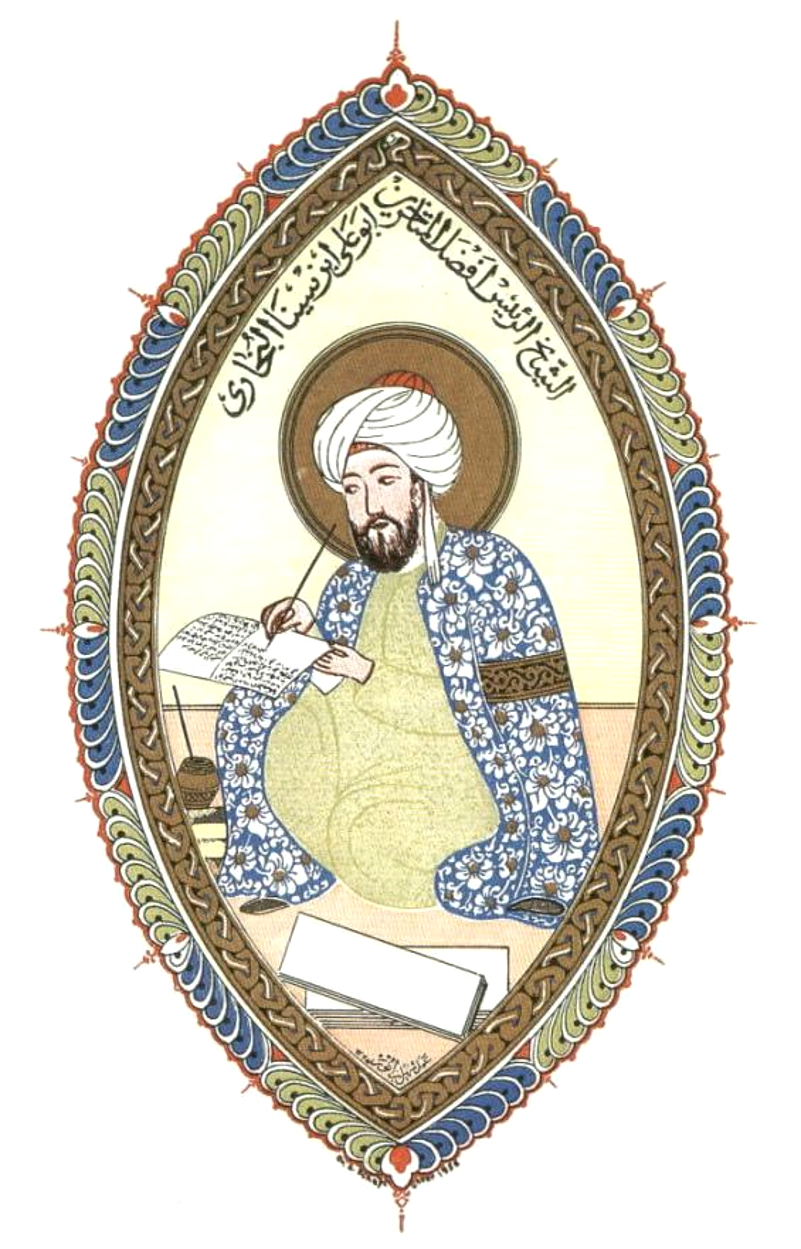
Il medico persiano Avicenna.

### Il medioevo e la medicina islamica
Durante il Medioevo è la medicina islamica che consente al sapere medico di progredire e non cadere nell'oblio. Estesa è anche l'attenzione che i medici in questo periodo rivolgono alle malattie dei bambini. Tra i medici persiani che maggiormente hanno contribuito alla costituzione di un nucleo di conoscenze pediatriche vanno ricordati: Avicenna (980-1037), autore del Canon, tradotto in latino e adottato come testo di studio universitario, nel quale vengono descritte con precisione le febbri esantematiche, la meningite acuta, le pleuriti, l'apoplessia ed il vomito nei bambini; Albucasis (1013-1106), che fornisce indicazioni terapeutiche neonatologiche; Rhazes (890-923), medico persiano autore di oltre duecento volumi, che tratta in modo accurato morbillo, vaiolo e scarlattina.
In Italia nasce la famosa scuola medica di Salerno, tuttavia, da questo luogo non sono giunti testi di medicina infantile.
Dell'epoca medievale bisogna ricordare Aldobrandino da Siena, vissuto intorno alla metà del XIII secolo e autore del Régimen du corps. Incaricato di redigere un trattato di igiene che sarebbe andato in dono alle figlie della contessa di Provenza, al medico senese viene spontaneo cominciare con raccomandazioni a partire dai primi giorni della nascita, per cui sviluppa spontaneamente una piccola opera di puericultura e pediatria.

### Dal XV al XVIII secolo
In epoca moderna, le infermità dei bambini iniziano ad essere considerate separatamente nella seconda metà del Cinquecento, come dimostra il De morbis puerorum di Girolamo Mercuriali. Cominciano poi ad aprirsi centri dedicati allo studio delle malattie infantili.  Altro medico importante è Paolo Bagellardo, vissuto nel XV secolo e autore del De aegritudinis infantium libellum, in cui tratta: eczemi cutanei, spasmi muscolari, epilessia, insonnia, malattie oculari, affezioni a carico di orecchio naso e gola, parotite, ascessi tonsillari, stomatite, disturbi della dentizione, tosse, vomito, diarrea, verminazione ed ernia. La trattazione sistemica, la descrizione minuziosa dei sintomi e della semeiotica clinica, l'indicazione dettagliata dei consigli terapeutici fanno del De aegritudinis uno dei più preziosi contributi della medicina italiana e medievale a favore dell'infanzia.
Anche la pediatria subisce nel Rinascimento, al pari delle altre branche della medicina, una spinta innovatrice, specialmente per merito di medici italiani tra cui Girolamo Mercuriale (1530-1606). Egli fu nominato lettore presso la cattedra di medicina dell'Università di Padova, insegna medicina teorica a Bologna, per poi passare all'Università di Pisa e il suo nome figura tra i docenti della Sapienza di Roma. Tra le sue opere le principali che riguardano la pediatria sono De morbis puerorum (1583) e il Nomothelasmus seu ratio lactandi infantes (1522). Il De morbis puerorum è considerato un vero e proprio trattato, diviso in tre libri, dei quali il primo si occupa delle malattie esterne, il secondo di quelle interne e il terzo di elmintiasi e di tutti i disturbi che a esse sono correlate. Il Nomothelasmus seu ratio lactandi infantes è un libriccino che, pur contando solo sedici pagine, può essere considerato un piccolo trattato di pediatria.
Altri medici importanti che si occupano di pediatria in questo periodo sono Lionello de Vittori, Jacopo Troncone e Ognibene Ferrari, il quale oltre ad esporre nozioni già diffuse all'epoca scrive il De medicina infantium, riportando la descrizione di alcuni oggetti innovativi come il tiralatte in vetro e una piccola carriola per far muovere i primi passi all'infante.

### Il XVII e XVIII secolo
La pediatria del XVII secolo non conosce tanto sviluppo scientifico quanto un'ampia divulgazione della letteratura pediatrica; i mezzi di diffusione del sapere, come libri, saggi e altre pubblicazioni specializzate, raggiungono anche quei paesi lontani dal cuore dell'Europa che sono in ritardo sulla conoscenza della puericultura e delle malattie dei bambini.
Questo è anche il secolo caratterizzato più di altri da rivendicazioni della paternità delle scoperte, invenzioni e fondazioni di nuove discipline e specializzazioni. Ne è un esempio J. Primerose, indicato come autore del primo vero e proprio libro di pediatria, pubblicando un libro dal titolo De morbis puerorum, ma i biografi dimenticano che in precedenza sono stati pubblicati numerosi altri libri con lo stesso titolo e gli stessi argomenti. Il medico inglese Harris (1651-1725) viene indicato come uno dei primissimi pediatri, egli si occupa davvero in maniera approfondita delle malattie dei bambini scrivendo un trattato di grande fortuna e diffusione, il De morbis infantium. Harris è anche autore di un importante trattato sulla varolizzazione, nonché di alcuni libri di terapia medica e pediatria generale.

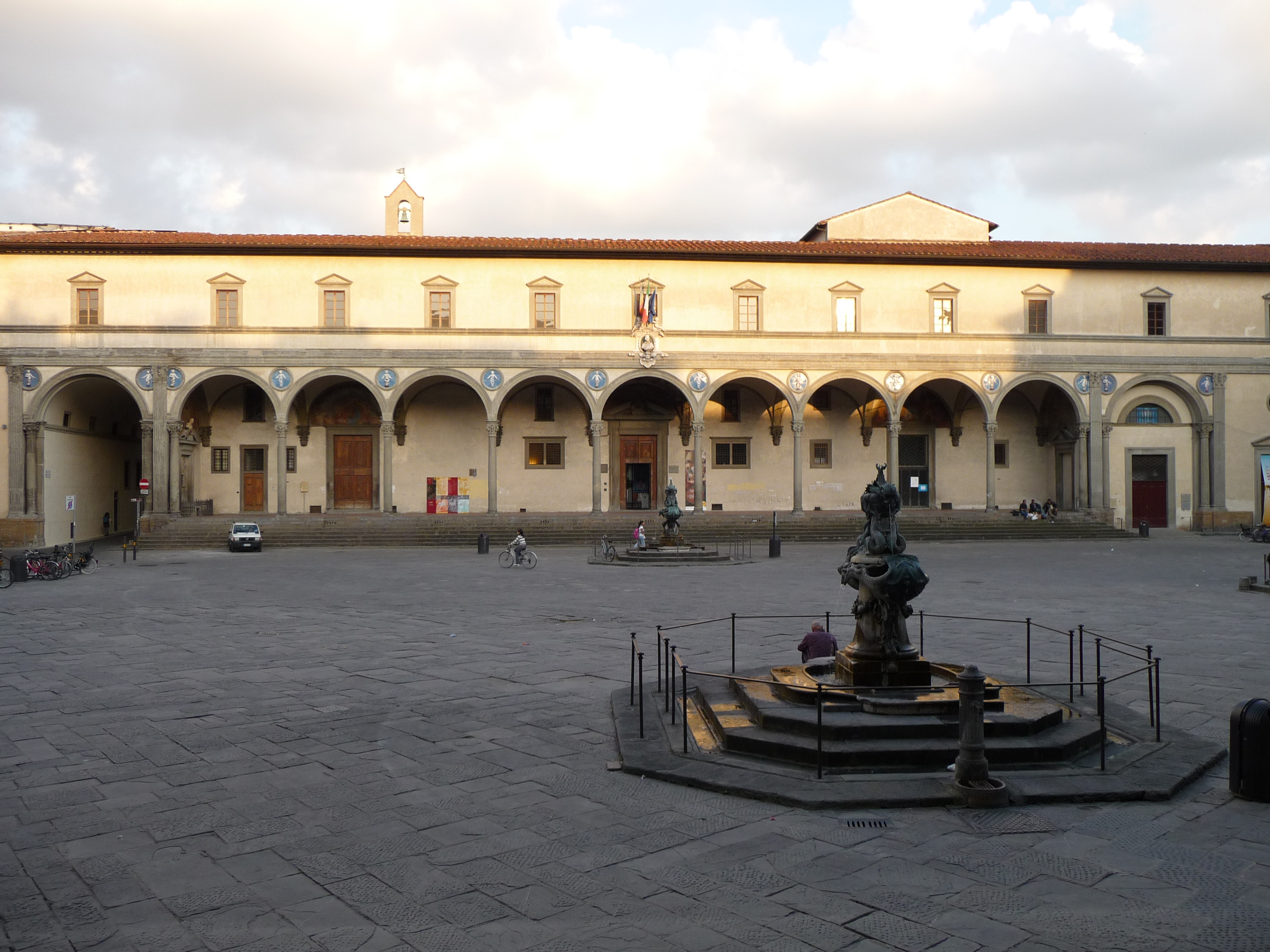
Spedale degli Innocenti a Firenze.

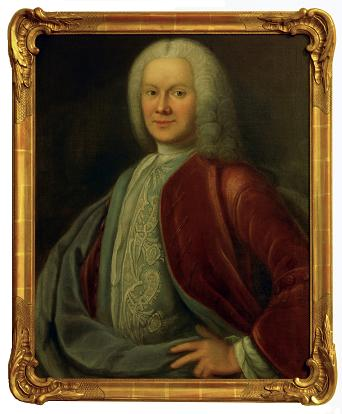
Nils Rosen von Rosenstein, il padre della pediatria, da ritratto di Lorens Pasch il Giovane.

Thomas Sydenham (1624-1689) fu definito l'Ippocrate inglese per richiamare i medici a concentrarsi sull'esame clinico del malato e sulla descrizione fedele dei sintomi e dei segni. Lo svedese Nils Rosen von Rosenstein (1706-1773), considerato spesso il padre della pediatria, autore del Trattato sulle malattie dei bambini (1764), oltre ad aver descritto per primo in Europa la difterite, può essere considerato uno dei più attenti autori di puericultura del secolo.
Il XVIII secolo conosce un'imponente proliferazione di iniziative atte a dare protezione e cura ai bambini. Nel '700 vengono infatti edificati moltissimi ospedali per la cura specialistica dei bambini. A Londra è riconosciuta a George Armstrong la paternità del primo ambulatorio pediatrico del 1769 e del primo ospedale pediatrico, fondato nel 1779.In Italia lo Spedale degli Innocenti a Firenze è operante già da molti decenni, quando in Europa e nel resto del mondo sorgono, uno dietro l'altro, gli ospedali pediatrici di Parigi (1802), a Berlino (1830), San Pietroburgo (1834), Filadelfia (1855), Boston (1869) e così via. In tutti questi ospedali i medici investono moltissime delle loro energie nel trattamento e nella cura delle malattie infettive, tuttavia la mortalità infantile è ancora elevatissima.
Per quanto riguarda il vaiolo i precursori della vaccinazione sono i medici arabi medioevali, tra i quali il noto Avicenna, che cercano per secoli di prevenire il vaiolo mediante il procedimento indicato come inoculazione. Con prevalenza pari a quella del morbillo, ma con mortalità ben più elevata il vaiolo, nella seconda metà del XVIII secolo, è ancora responsabile di oltre il 10% di tutte le morti.
Edward Jenner, inoculato egli stesso nell'infanzia, rimase impressionato dalle testimonianze raccontate dalle donne di fattoria affette da pustole da vaiolo bovino alle mani, il cosiddetto cowpox, sulla loro immunità permanente al vaiolo. Il 14 maggio 1797, egli decide l'esperimento cruciale che cambia la storia della malattia vaiolosa nel mondo, prelevando dalle ulcere delle mani di una mungitrice di vacche del materiale pustoloso e lo inocula in un bambino sano di otto anni di nome James Phipps tramite due incisioni superficiali. Dopo pochi giorni di cefalea e fastidi ascellari l'ottavo giorno sta perfettamente bene. Jenner inocula nuovamente, a distanza di pochi mesi l'una dall'altra, questa volta con materiale prelevato da un'ulcera vaiolosa vera e non bovina. Il bambino non mostra alcun segno di malessere. Nel 1797 Jenner comunica alla Royal Society la sua esperienza e dopo 183 anni dalla sua comunicazione, nel maggio 1980, l'Organizzazione Mondiale della Sanità dichiara il mondo libero dal vaiolo.

### Il XIX secolo
Nel XIX secolo in Europa (in particolare in Francia e Germania) e nel Nord America si creano i primi ospedali pediatrici moderni. Nello stesso secolo la specializzazione e la pediatria diventa una delle più importanti, proprio a causa del nuovo approccio alle discipline mediche fondato su osservazioni e formulazioni teoriche: chimiche, biologiche, anatomo-patologiche.
L'americano T. M. Rotch (1849-1914) introduce i raggi X nella diagnostica pediatrica, è autore della rivista Pediatrics, promotore della raccolta e la distribuzione igienica del latte e ideatore della percentuale dei singoli componenti alimentari, da regolarsi a seconda del maggiore o minore bisogno del bambino.
L'Ottocento vede le prime specializzazioni pediatriche; in campo neurologico i fondamentali apporti alla conoscenza delle malattie nervose infantili di B. Sachs (1835-1879) e di J. Von Heine (1799-1879), che descrive tra i primi la paralisi cerebrale spastica, poi magistralmente indagata da W. J. Little (1810-1894), e alcuni casi di poliomielite anteriore acuta. L'alterazione anatomica midollare della poliomielite e i suoi risvolti clinici vengono indagati da celeberrimi neurologi come E. Duchenne e J. M. Charcot, mentre la natura epidemica della malattia verrà stabilita da O. Medin nel 1881.

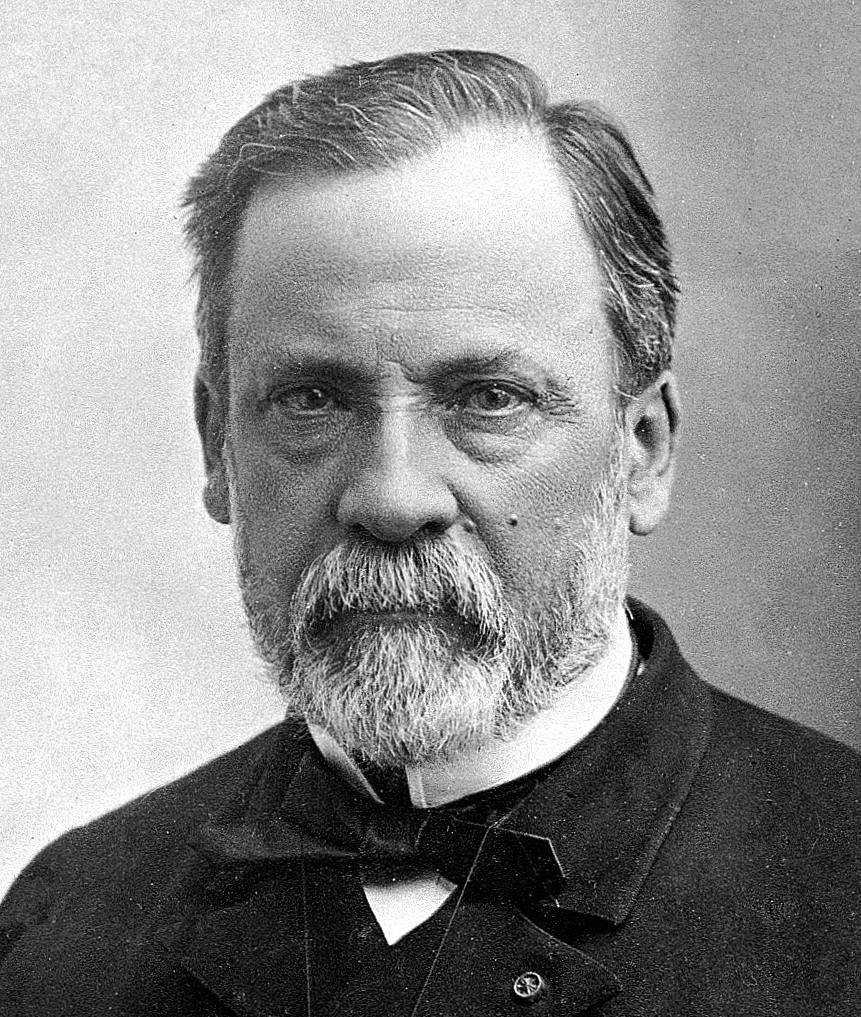
Louis Pasteur.

Nel campo delle malattie infettive l'Ottocento è il secolo di Louis Pasteur (1822-1895), e di Robert Koch (1843-1910), di Guérin, Alexandre Yersin, di Émile Roux, di Joseph Lister e di molti altri microbiologi e infettivologi che hanno identificato un gran numero di microrganismi, che oggi portano ancora il loro nome, e che hanno ideato metodi per combatterli.
I contributi più importanti sul morbillo vengono da: H. Koplik (1858-1927), che descrive la presenza nel periodo pre-esantematico, nella faccia interna delle guance e delle labbra, di macchioline tondeggianti che da lui prendono il nome, e C. Weissbecker, che propone l'immunizzazione passiva con siero di convalescenti.
L'Ottocento registra anche notevoli progressi in tema di difterite, così battezzata da Pierre Bretonneau (1778-1862), il cui trattamento acquisisce la tecnica dell'intubazione, introdotta in pratica da E. Bouchut (1818-1891) nel 1856, completata da Armand Trousseau (1801-1867) con la tecnica della tracheotomia e perfezionata dallo statunitense J. O'Dwyer (1841-1898), il quale vittima della sua professione, muore proprio di difterite contratta nell'assistere i suoi malati. Nel 1923 G. Ramon attuerà la prima vaccinazione antidifterica, tuttavia già a partire dall'ultimo decennio del secolo scorso la mortalità da difterite, prima di allora altissima con oltre il 70% dei bambini colpiti, cade a cifre insignificanti per merito della siero terapia di Behring.
L'insegnamento pediatrico costituisce un primato italiano, infatti è Ludovico I di Borbone, nel periodo napoleonico, a fondare nel 1802 la cattedra di malattie infantili a Firenze, affidandola a Gaetano Pallone (1766-1830). Il primo insegnamento universitario pediatrico organizzato in maniera più strutturata risale al 1882, con l'istituzione a Padova della prima clinica pediatrica affidata a Dante Cervesato (1850-1905), allievo a Vienna dal famosissimo clinico H. Widerhofer (1832-1901). Dopo Padova, Cervesato fonda una fiorente scuola pediatrica anche a Bologna (1899), alla quale succede Vitale Tedeschi (1854-1919). A Roma la pediatria come insegnamento autonomo si fa strada grazie a Luigi Concetti (1855-1920).
J. Parrot (1829-1883) ricopre prima la cattedra di storia della medicina e poi quella di pediatria a Parigi e compie importanti studi sull'atresia e sulla pseudo-paralisi dei neonati di origine luetica.
Robert Koch (1843-1910) il 24 maggio 1882 annuncia la scoperta del bacillo tubercolare mettendo definitivamente in evidenza la realtà microbica e contagiosa della tubercolosi, vero flagello dell'umanità. Nel 1907 Clemens von Pirquet, padre dell'immunologia, mette a punto il metodo della reazione alla tubercolina, perfezionata l'anno dopo da Moro e da Mantoux.
Importantissimo è l'apporto alla terapia della tubercolosi dell'italiano Carlo Forlanini, che nel 1882 propone e attua il primo pneumotorace per la cura delle forme polmonari.
Theodor Escherich (1857-1911) ha condotto numerosissime ricerche cliniche e batteriologiche, soprattutto sulla flora intestinale dei lattanti, scoprendo quel batterium coli, cui è stato dato il suo nome, e lo streptococco enterico dei bambini.
Charles Michel Billard (1800-1832), allievo di Giovanni Battista Morgagni, è considerato il fondatore dell'anatomia patologia pediatrica. J. L. Smith (1827-1897) è uno dei primi medici americani a dedicarsi quasi esclusivamente alla pediatria; egli è l'autore del Treatisse on the disease of infancy and childhood, edito a Filadelfia e considerato un capolavoro della letteratura pediatrica mondiale per le sue otto edizioni successive, che per quasi trent'anni aggiornano i pediatri di tutto il continente americano.
Smith è uno dei fondatori della American Pediatrics Society e sarebbe stato onorato come il padre della pediatria americana se la sua fama non fosse stata oscurata da quella dell'energico e travolgente Abraham Jacobi (1830-1919), nato in Germania e trasferitosi a New York, che a soli trent'anni fonda la prima clinica pediatrica. La sua carriera è brillante e si farà promotore di organizzazioni, società, riviste e pubblicazioni nel campo delle malattie dei bambini. Tra le sue numerose opere vi è anche una storia della pediatria (1913).
H. Holt (1855-1924) è anch'egli uno dei pionieri della pediatria americana, autore di un noto testo di pediatria.

### Il XX secolo
Un grande passo avanti verso la sconfitta della poliomielite fu fatto da Albert Bruce Sabin che nel 1953 sviluppò il primo vaccino orale antipolio.
Un ulteriore passo importante nello sviluppo della pediatria del XX secolo fu dato dalla pediatra statunitense Virginia Apgar (1909-1974), ideatrice, nel 1952, di un sistema di controllo sulle funzioni vitali primarie dei neonati, chiamato indice di Apgar, ancora in uso in tutto il mondo.

## Nel mondo

### Italia
Il titolo di specialista in pediatria viene raggiunto con la frequenza della scuola di specializzazione in pediatria (della durata di 5 anni) a cui si può accedere solo dopo la laurea in medicina e chirurgia e l'abilitazione alla professione medica.
In Italia l'assistenza sanitaria ai bambini e adolescenti è garantita tramite il SSN sia a livello territoriale, tramite i pediatri di libera scelta, sia a livello ospedaliero, grazie ad unità operative di pediatria all'interno di ospedali generalisti oppure attraverso veri e propri ospedali pediatrici.
Il professionista sanitario che opera all'interno dell'assistenza sanitaria di base è detto pediatra di libera scelta, o anche pediatra di base o pediatra di famiglia e ha il preciso compito di tutelare la salute dell’infanzia, dell’età evolutiva e dell’adolescenza, dalla nascita fino ai 14 anni con le seguenti modalità:
- Da 0 a 6 anni di vita: il bambino deve essere obbligatoriamente assistito da un pediatra di libera scelta;
- Da 6 a 14 anni di vita: la scelta può essere tra pediatra o medico di medicina generale;
- Dai 14 ai 16 anni di vita: si può richiedere il mantenimento della scelta, soltanto per documentate patologie croniche o disabilità.

Oltre i 14 anni, in assenza delle eccezioni soprammenzionate e, comunque, oltre i 16 anni di età, la revoca del pediatra di libera scelta è automatica.

### Stati Uniti d'America
I requisiti per diventare pediatra negli USA partono, generalmente, da quattro anni di college, dopo i quali si studia medicina per altri quattro anni. Dopo aver completato lo studio di medicina si richiede una specializzazione di tre anni in pediatria. Per essere ufficialmente riconosciuto come tale e lavorare il pediatra deve iscriversi all'Albo dei Pediatri.